# Последний хранитель Беловодья
«После́дний Храни́тель Белово́дья» — предстоящий российский фильм производства компании «ИВД Кино» и кинокомпании «Аристократ», приключенческое фэнтези. Является сиквелом телесериала «Беловодье. Тайна затерянной страны». Заключительная часть фэнтези-трилогии о приключениях московского журналиста Кирилла Андреева (Александр Петров) в сказочном Беловодье.
Первоначально премьера фильма была запланирована на январь 2016 года, однако постоянно откладывалась из-за финансовых трудностей.
Премьера ожидается в 2025 году.

## Сюжет
Сюжет фильма начинает развиваться сразу же после описанных событий в телесериале «Беловодье. Тайна затерянной страны», когда Агапа заполучила и вскрыла свиток Аргона на маковом поле. Это фильм о новых приключениях Кирилла, который стал новым хранителем Беловодья, и его друзей. Зрителей также ждет очень красивая история любви. На этот раз герою и его друзьям предстоит остановить гражданскую войну в параллельном пространстве. Сила вновь вышла на свободу, угрожая всему человечеству. Смогут ли главные герои найти ответы на все вопросы, победить зло и при этом остаться в живых? Наступит ли покой в параллельных мирах, где борьба за власть только набирает обороты?

## Персонажи

### В главных ролях
| Актёр              | Роль                               |
| ------------------ | ---------------------------------- |
| Александр Петров   | Кирилл Андреев хранитель Беловодья |
| Карина Разумовская | Иоанта                             |
| Николай Токарев    | Трэвис хранитель Беловодья         |
| Юлия Мельникова    | Наира хранитель Беловодья          |
| Наталья Данилова   | Верона хранитель Беловодья         |
| Юлия Самойленко    | Агапа ведьма из мира Умбры         |
| Дмитрий Бедарев    | Зеркальщик                         |
| Владимир Кошевой   | Дориан                             |
| Данила Якушев      | Брэм воин Беловодья                |

## История создания
Фильм «Последний хранитель Беловодья» снимался одновременно с телесериалом «Беловодье. Тайна затерянной страны» с 25 июня 2013 года по 17 мая 2014 года.
В январе 2015 года исполнительный продюсер фильма Светлана Гордеева нашла инвестора для производства компьютерной графики — ООО «Аристократъ», и компания согласилась выделить 50 млн рублей. Несмотря на это, в течение года съёмочной группе не выплачивалась зарплата. Так, долг по зарплате самой Гордеевой составил 850 000 рублей, а она сама неожиданно для себя стала не поручителем по кредиту (который якобы был необходим для получения гонораров сотрудников), а выгодоприобретателем. По словам Гордеевой, это могло произойти вследствие того, что генеральные продюсеры Сергей Майоров и Ольга Каймакова подделали суммы в декларации Гордеевой, а последней одобрили в ООО «Синко-Банк» кредит на сумму 140 000$.
Впоследствии, с 14 марта 2016 по 19 марта 2018 года между ООО «ИВД Кино» и ООО «Аристократъ» проходили судебные разбирательства по причине подозрения в аффилированности «ИВД Кино», «Синко-Банка» и оффшорной компании. Верховный суд Российской Федерации постановил «ИВД Кино» выплатить «Аристократъ» более 50 млн рублей за невыполнение условий договора. В настоящий момент исход расследования остаётся неясным, а подробности причин долгого производства «Беловодья» и последующих судебных процессов были озвучены Светланой Гордеевой на её страничке в Facebook в конце декабря 2019 года, когда по решению суда в пользу «Синко-Банка» приставы начали процесс отъёма её квартиры и последующего выселения её постояльцев: самой Гордеевой, её дочери и матери.
3 сентября 2021 года временно управляющим «ИВД Кино» А. В. Сачковым было объявлено о проведении публичных торгов с понижением начальной цены. Так, по окончании каждого интервала (7 дней) цена снижалась на установленный шаг снижения. 13 декабря 2021 года торги были завершены. Ещё до завершения торгов 18 ноября временно управляющий «ИВД Кино» А.В. Сачков по решению суда был отстранен от исполнения обязанностей конкурсного управляющего ООО «ИВД Кино», что усугубило ситуацию. Реализация имущества «ИВД Кино»: сериала «Беловодье. Тайна затерянной страны» и фильма «Последний Хранитель Беловодья» была приостановлена. 10 декабря по инициативе конкурсного кредитора ООО КБ «СИНКО-БАНК» было проведено собрание кредиторов ООО «ИВД Кино», где был выбран новый конкурсный управляющий, который и будет заниматься дальнейшей реализацией имущества «ИВД Кино» после того, как официально будет назначен на свою должность - это отнимет драгоценное время и значительно затянет процесс конкурсного производства.
Согласно открытой информации торги 13 декабря не состоялись. Новый управляющий ещё официально не назначен. Даже после снижения начальной ставки цена оказалась неразумной, и «Аристократъ» отказались от идеи выкупать права на фильм. Если же в итоге цена станет приемлемой, то, возможно, они рассмотрят данное предложение. На вопрос: «Что будет дальше? Стоит ли вообще ждать выход фильма?» - представитель «Аристократъ» ответил так: «Я бы настраивался на позитивное развитие событий, поскольку сейчас набирает оборот интерес со стороны стриминговых сервисов к российскому кино - возможно каким-то образом будут выкуплены права на фильм в рамках дела о банкротстве».